# Panther (Brits automerk)
Het merk Panther is een automerk, dat in 1972 is ontstaan in Engeland. De oprichter was Bob Jankel.

## Geschiedenis
Jankel bouwde op zestienjarige leeftijd zijn eerste auto. Dit was een sportauto die veel op de Lotus Seven leek. Hij was echter nauwelijks geschikt voor de openbare weg. Jankel besloot in 1972 om zijn eigen fabriekje te beginnen. In 1972 rolde de eerste wagen van de band.

## Eerste auto
Zijn eerste echte auto, uit 1972, was een imitatie van de beroemde Jaguar SS 100 uit de jaren dertig, de droomauto van alle sportwagenliefhebbers. De wagen werd de Panther J 72 gedoopt. Vanaf grote afstand leek hij exact op het origineel. Hij had ook nog de originele techniek van de Jaguars uit die tijd. In 1980 reed het laatste exemplaar van deze wagen van de band.

## Failliet
Nadat de laatste Panther J 72 van de band was gerold ging het bedrijf failliet. Uiteindelijk werd het bedrijf door een Koreaan overgenomen. Jankel bleef als directeur in het bedrijf werken.